# Меран, Франц Людвиг фон
Граф Франц Людвиг Иоганн Баптист фон Меран, фрайгерр фон Брандхофен (нем. Franz Ludwig Johann Baptist Graf von Meran, Freiherr von Brandhofen; 11 марта 1839, Вена — 27 марта 1891, Опатия, Австрийское Приморье) — австро-венгерский аристократ, морганатический потомок Габсбург-Лотарингской династии. Кавалер ордена Золотого руна (1869 г.).

## Биография
Единственный сын Иоганна Баптиста Австрийского и его морганатической супруги Анны Плохль, дочери почтмейстера Якоба Плохля. По отцовской линии приходился внуком императору Священной Римской империи Леопольду II.
При рождении получил титул барона (фрайгерра) фон Брандхофен, присвоенный его матери в 1834 году. 29 апреля 1844 года был возведён в достоинство графа фон Меран. По достижении 18 лет поступил на военную службу в звании старшего лейтенанта 18-го пехотного полка и капитана 2-го драгунского полка.
В 1861 году стал наследственным членом Палаты Господ Австро-Венгрии. Служил императорским и королевским камергером и членом надворного совета. В 1869 году ему был пожалован орден Золотого руна.
Умер 27 марта 1891 года в городе Аббазия (ныне — Опатия) на территории современной Хорватии.

## Личная жизнь
Женился 8 июля 1862 года на графине Терезе фон Ламберг (1836—1913), дочери Франца Филиппа фон Ламберга. У них было 7 детей:
- Анна Мария фон Меран (1864—1935), была дважды замужем. Имела двух детей от первого брака с Альфонсом фон Штеффенелли-Прентерхоф-Гогенмаур и четверых от брака с Иоганном Риттером фон Радай.
- Мария Иоганна Анна фон Меран (1865—1933)
- Иоганн Штефан фон Меран[фр.] (1867—1947). Женился на своей двоюродной сестре Ладислае фон Ламберг, от которой имел 9 детей.
- Франц Петер Иоганн фон Меран (1868—1949), женат на Марии Иоганне Лихтенштейнской, правнучке князя Иоганна I.
- Каролина Иоганна Анна фон Меран (1870—1944), замужем за бароном Генрихом фон Добльхофф-Дир, 4 детей
- Рудольф Иоганн Франц фон Меран[нем.] (1872—1959), губернатор нескольких областей Австро-Венгрии. Женат на принцессе Иоганне фон Ауэршперг, дочери Карла, 9-го князя Ауэршперг[англ.], трое детей.
- Альбрехт Иоганн фон Меран (1874—1928)

Среди потомков Франца Людвига выделяются: дирижёр Николаус Арнонкур, дипломат Фердинанд Трауттмансдорф, министр обороны ФРГ Карл-Теодор цу Гуттенберг и глава дома Сайн-Витгенштейн-Сайн князь Александр (все по линии старшего сына Иоганна Штефана), а также нынешний глава рода Гогенбергов Николаус.